# Lakkihalli, Sidlaghatta
Lakkihalli là một làng thuộc tehsil Sidlaghatta, huyện Chikkaballapur, bang Karnataka, Ấn Độ.